# Aleksiejewo (rejon szeksniński)
Aleksiejewo (ros. Алексеево) – wieś w Rosji, w rejonie szeksnińskim obwodu wołogodzkiego. W 2010 r. liczyła 3 mieszkańców.